# Ion I.C. Brătianu
Ion Brătianu też jako: Ionel Bratianu (ur. 20 sierpnia 1864 w Ștefănești, zm. 24 listopada 1927 w Bukareszcie) – rumuński polityk, pięciokrotny premier Rumunii w latach 1909–1927.

## Życiorys
Był synem Iona Brătianu. Po ukończeniu prestiżowego Kolegium św. Sawy w Bukareszcie, wstąpił na ochotnika do korpusu artylerii, w którym odbył sześciomiesięczną służbę. W 1883 wyjechał do Paryża, gdzie uczył się początkowo w Collège Sainte-Barbe, a następnie w École polytechnique, gdzie uzyskał dyplom inżyniera. Po powrocie do kraju znalazł pracę w kolejnictwie.
W 1895, już po śmierci ojca wstąpił do Partii Narodowo-Liberalnej i w tym samym roku uzyskał mandat deputowanego w wyborach do parlamentu. 31 marca 1897 objął stanowisko ministra robót publicznych. Po stłumieniu insurekcji chłopskiej w Mołdawii, w 1907 objął stanowisko ministra spraw wewnętrznych. Dwa lata później osiągnął szczyt swojej kariery politycznej obejmując kierownictwo nad Partią Narodowo-Liberalną, a następnie stając po raz pierwszy na czele rządu rumuńskiego. Po raz kolejny na czele rządu rumuńskiego stanął w styczniu 1914 i pozostał na tym stanowisku do stycznia 1918. Podobnie jak i jego partia był zwolennikiem przyłączenia się Rumunii do państw Ententy i wystąpienia przeciwko państwom centralnym. Trzeci raz objął stanowisko szefa rządu po strajku generalnym w Bukareszcie (grudzień 1918), kiedy upadł gabinet Constantina Coandy. Brătianu przewodniczył delegacji rumuńskiej na konferencji pokojowej w Paryżu.
Ostatni raz na czele rządu rumuńskiego stanął w czerwcu 1927, pół roku przed śmiercią. Zmarł w wyniku komplikacji spowodowanych ostrym zapaleniem krtani.
Był dwukrotnie żonaty. Pierwszą jego żoną była Maria Moruzi, z którą miał syna Gheorghe. W 1906 poślubił Elizę Știrbey, która była wcześniej żoną Alexandru Marghilomana. Małżeństwo było bezdzietne.
9 maja 1922 otrzymał Order Orła Białego.

## Publikacje
- 1899: Notre commerce de cereales
- 1911: Chestia tramvaielor comunale
- 1911: Manifest-program, dwa tomy
- 1913: România și Peninsula Balcanică (Rumunia i Półwysep Bałkański)
- 1919: Situația înternațională a României. Expunere făcută la Adunarea Deputaților
- 1922: Din amintirile altora și, ale mele
- 1926: Activitatea corpurilor legiuitoare și a Guvernului de la ianuarie 1922 până la 27 martie 1916
- 1933: Discursurile lui Ion I.C. Brătianu (pośmiertnie, cztery tomy)